# Чикаго-Луп
Луп (англ. Chicago Loop) — є центральним діловим районом Чикаго та одним із 77 муніципальних районів міста. Розташований у центрі Чикаго на березі озера Мічіган, це другий за величиною діловий район у Північній Америці після Центрального Манхеттена. Штаб-квартири та регіональні офіси кількох глобальних і національних компаній, закладів роздрібної торгівлі, ресторанів, готелів і театрів, а також багато найвідоміших визначних пам'яток Чикаго розташовані в Петлі.